# Línea 115 (Buenos Aires)
La línea 115 es una línea de colectivos de la Ciudad Autónoma de Buenos Aires. Une el barrio de Retiro con el Barrio General Manuel Savio.
Desde el 26 de junio, la Línea 115 presta los servicios reforzados de la Línea 23, haciendo un préstamo de 5 coches, teniendo en total una cantidad de 12 colectivos circulando (7 de la 23 y 5 de la 115).

## Recorrido
- Ida a Barrio General Manuel Savio: Desde Hospital Ferroviario por Avenida Presidente Ramón Castillo, Avenida de los Inmigrantes, Avenida Antártida Argentina, Avenida Doctor José María Ramos Mejía, Avenida del Libertador, Avenida Leandro Nicéforo Alem, Avenida Córdoba, Talcahuano , Lavalle, Avenida Pueyrredón, Avenida Jujuy, Moreno, Avenida Boedo, Avenida Sáenz, Avenida Intendente Francisco Rabanal, Avenida Coronel Roca hasta Soldado de la Frontera.

- Regreso a Retiro: Desde Avenida Coronel Roca y Soldado de La Frontera por Avenida Coronel Roca, Avenida Intendente Francisco Rabanal, Avenida Sáenz, Avenida Almafuerte, Diógenes Taborda, Maza, Avenida Belgrano, Catamarca, Avenida Rivadavia, Ecuador, Bartolomé Mitre, Avenida Pueyrredón, Avenida Corrientes, Avenida Leandro Nicéforo Alem, San Martín, Avenida Eduardo Madero, Avenida Doctor José María Ramos Mejía, Avenida Antártida Argentina, Avenida de los Inmigrantes, Avenida Presidente Ramón Castillo hasta Hospital Ferroviario.

## Paradas
Las siguientes, son algunas de las paradas que tiene la línea 115 en todo su recorrido: Retiro San Martín, Avenida Doctor José María Ramos Mejía 115, Av. Córdoba X Maipú, Av. Córdoba X Carlos Pellegrini, Av. Córdoba X Libertad,  Talcahuano 626, Lavalle 1465, Lavalle 1737, Lavalle 2058, Lavalle 2267, Lavalle 2499, Avenida Pueyrredón 452, Avenida Pueyrredón 241, Avenida Jujuy 125, Moreno 2875, Moreno 3095, Moreno 3292, Moreno 3477, Avenida Boedo 335, Avenida Boedo 661, Avenida Boedo 977, Avenida Boedo 1289, Avenida Boedo 1483, Avenida Boedo 1885, Avenida Boedo 2099, Avenida Sáenz 181, Avenida Sáenz 435, Avenida Sáenz 681, Avenida Intendente Francisco Rabanal 1370, Avenida Intendente Francisco Rabanal 1795, Coronel Esteban Bonorino 3396, Avenida Intendente Francisco Rabanal 2261, Avenida Intendente Francisco Rabanal 2751, Avenida Intendente Francisco Rabanal, 2975, Avenida Coronel Roca 3499, Avenida Coronel Roca 4000, Parque Roca, Avenida Coronel Roca 4752, Avenida Coronel Roca 4590, Avenida Coronel Roca 5254, Avenida Coronel Roca 5829 y Avenida Lisandro De La Torre 6005.

## Sitios de interés
La Línea 115 recorre los siguientes sitios de interés: Estación Retiro Mitre, Estación Retiro San Martín, Estación Retiro Belgrano, Terminal de Ómnibus de Retiro, Plaza Miserere, Parque Patricios, Estación Sáenz, Tribunales, Autódromo de la Ciudad de Buenos Aires, Estadio Mary Terán de Weiss, Parque Polideportivo Julio Argentino Roca, Parque de la Ciudad, Hospital Aeronáutico, Hospital de Clínicas, Hospital Penna, Hospital Churruca, Galerías Pacífico, Teatro Astral, Auditorio Hotel Bauen, Teatro Broadway, Centro Cultural Borges, Centro Cultural San Martin, Paseo La Plaza, Teatro Metropolitan 2, Teatro Picadilly, Teatro San Martín, Teatro Nacional Cervantes, Teatro Lola Membrives, Obelisco de Buenos Aires, Teatro Gran Rex, Teatro Opera, Policlínico del Docente y Sanatorio Dupuytren.

## Siniestros y ceses de actividades
- enero de 2018: choque en el barrio de Villa Lugano contra una unidad de la línea 47.[1]
- diciembre de 2019: paro y huelga general de 60 líneas del grupo DOTA (en las cuales se incluye la 115), debido a falta de pago de salarios y en oposición a la conducción de Roberto Fernández en la UTA